# 池袋ミュージカル学院
池袋ミュージカル学院（いけぶくろミュージカルがくいん）は、東京都豊島区にあった専門学校。

## 概要
ミュージカル俳優になるために必要な基本から、舞台（公演）創りまでを専門的に修得する学校。
池袋ダンスセンターを併設している。学院長は大久保良太。

## 学科構成
昼間にレッスンを行う全日制（予科・専科）と、夜間にレッスンを行う基礎科・公演科・専門科によりクラス構成されている。

## 進路

### 卒業生が活動中の主な劇団など
- 東宝ミュージカル
- 劇団四季
- 音楽座ミュージカル
- 劇団イッツフォーリーズ
- 劇団スイセイ・ミュージカル
- 劇団飛行船
- 大手テーマパーク　他

## 所在地
- 〒 171-0022　東京都豊島区南池袋１－２０－１ 横田ビル３Ｆ